# منطقه آزاد چابهار (روستا)
منطقه آزاد چابهار یک منطقهٔ مسکونی در ایران است که در دهستان کمبل سلیمان واقع شده‌است. منطقه آزاد چابهار ۳۹ نفر جمعیت دارد.